# LTB
LTB (англ. Lymphotoxin beta) – білок, який кодується однойменним геном, розташованим у людей на короткому плечі 6-ї хромосоми. Довжина поліпептидного ланцюга білка становить 244 амінокислот, а молекулярна маса — 25 390.
| 10         |  | 20         |  | 30         |  | 40         |  | 50         |
| ---------- |  | ---------- |  | ---------- |  | ---------- |  | ---------- |
| MGALGLEGRG |  | GRLQGRGSLL |  | LAVAGATSLV |  | TLLLAVPITV |  | LAVLALVPQD |
| QGGLVTETAD |  | PGAQAQQGLG |  | FQKLPEEEPE |  | TDLSPGLPAA |  | HLIGAPLKGQ |
| GLGWETTKEQ |  | AFLTSGTQFS |  | DAEGLALPQD |  | GLYYLYCLVG |  | YRGRAPPGGG |
| DPQGRSVTLR |  | SSLYRAGGAY |  | GPGTPELLLE |  | GAETVTPVLD |  | PARRQGYGPL |
| WYTSVGFGGL |  | VQLRRGERVY |  | VNISHPDMVD |  | FARGKTFFGA |  | VMVG       |

A: Аланін

C: Цистеїн

D: Аспарагінова кислота

E: Глутамінова кислота

F: Фенілаланін

G: Гліцин

H: Гістидин

I: Ізолейцин

K: Лізин

L: Лейцин

M: Метіонін

N: Аспарагін

P: Пролін

Q: Глутамін

R: Аргінін

S: Серин

T: Треонін

V: Валін

W: Триптофан

Кодований геном білок за функцією належить до цитокінів. 
Задіяний у такому біологічному процесі, як альтернативний сплайсинг. 
Локалізований у мембрані.